# Droga wojewódzka 796
Die Droga wojewódzka 796 (DW 796) ist eine 20 Kilometer lange Droga wojewódzka (Woiwodschaftsstraße) in der polnischen Woiwodschaft Schlesien, die Zawiercie mit Dąbrowa Górnicza verbindet. Die Strecke liegt im Powiat Zawierciański und in der kreisfreien Stadt Dąbrowa Górnicza.

## Streckenverlauf
Woiwodschaft Schlesien, Powiat Zawierciański
-  Zawiercie (DK 78, DW 791)
- Turza
- Ciągowice
- Wysoka
- Chruszczobród

Woiwodschaft Schlesien, Kreisfreie Stadt Dąbrowa Górnicza
-  Dąbrowa Górnicza (Dombrowa) (S 1, DK 1, DK 94, DW 790, DW 910)